# Magnus III. (Isle of Man)

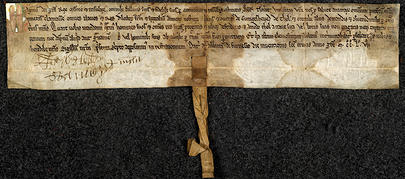
Eine 1256 von Magnus III. ausgestellte Urkunde

Magnus III. (auch Magnus Olafsson) († 24. November 1265 in Castle Rushen) war ein König von Man und der westschottischen Inseln. Er war der letzte skandinavische Herrscher des Inselreichs, das nach seinem Tod an Schottland fiel.

## Herkunft und Eroberung von Man
Magnus entstammte dem ursprünglich skandinavischen Geschlecht der Godfreysons, das seit dem 11. Jahrhundert unter der Oberhoheit der norwegischen Könige die westschottischen Inseln beherrschte. Er war ein jüngerer Sohn von König Olaf dem Schwarzen. Nach dem Tod seines Vaters 1237 wurde zunächst sein älterer Bruder Harald Olafsson König der Isle of Man und eines Teils der westschottischen Inseln. Dieser erlitt im Herbst 1248 Schiffbruch und ertrank. Die Nachricht von seinem Tod erreichte erst im Frühjahr 1249 die Isle of Man, worauf sein Bruder Ragnvald am 6. Mai 1249 zum neuen König erklärt wurde. Ragnvald wurde jedoch bereits am 30. Mai von einem Ritter namens Ivar bei Rushen ermordet. Anstifter für den Mord war vermutlich Harald Godredson, ein Großneffe von Harald Olafsson und Ragnvald, der kurz nach dem Mord zum neuen König erklärt wurde. Der schottische König Alexander II. wollte diese Machtkämpfe auf der Isle of Man ausnutzen, um seine eigene Herrschaft auf den westschottischen Inseln auszuweiten, und besetzte die Isle of Man. Nach dem Tod von Alexander II. im Juli 1249 wurde der schottische Feldzug gegen die westschottischen Inseln aber abgebrochen. Harald Godredson reiste nun nach Norwegen, um seine Thronfolge vom norwegischen König Håkon IV. bestätigen zu lassen. Während seiner Abwesenheit verbündete sich Magnus mit Ewen Macdougall, dem Lord of Argyll. Mit dessen Unterstützung und einer kleinen norwegischen Flotte konnte er 1250 nach Man zurückkehren. Vermutlich sollte Magnus nun als König eingesetzt werden, doch möglicherweise beanspruchte Ewen Macdougall als vom norwegischen König anerkannter König der Inseln auch die Hoheit über Man. Dies rief den Widerstand der Bewohner der Insel hervor. Es kam auf der St Michael's Isle zu einem Gefecht zwischen den von einem Ritter Ivar geführten Bewohnern von Man und den Truppen von Ewen und Magnus, worauf Magnus und Ewen von Man flüchten mussten. 1251 verbot der englische König Heinrich III. Magnus, in Irland Truppen anzuwerben. Dennoch konnte Magnus 1252 nach Man zurückkehren, wo er nun vom Adel und der Bevölkerung als König anerkannt wurde.

## Herrschaft über Man
1253 reiste Magnus nach Norwegen und schwor König Håkon als seinem Oberherrn die Treue. Håkon bestätigte ihn daraufhin als König von Man und der Inseln. In den 1250er Jahren intervenierte der englische König Heinrich III. in Schottland und setzte sich zugunsten der Rechte des norwegischen Königs über die westschottischen Inseln ein. Magnus näherte sich nun dem englischen König an und stellte sein Reich unter dessen Schutz. 1256 wurde er bei einem Besuch in England von Heinrich III. zum Ritter geschlagen.
Magnus machte Schenkungen an mehrere Klöster auf Man und in der Region. 1257 wurde in seiner Gegenwart die Klosterkirche St Mary in Rushen geweiht.

## Krieg mit Schottland, Unterwerfung und Tod
Als 1263 der norwegische König Håkon mit einer Flotte in die westschottischen Inseln einfiel, unterstützte ihn Magnus bereitwillig. Er sammelte seine Flotte und schloss sich bei der Isle of Skye der norwegischen Flotte an. Zusammen mit der norwegischen Flotte stieß er bis in den Firth of Clyde vor. Nach einer ohne Entscheidung gebliebenen Schlacht bei Largs Anfang Oktober zogen sich die Norweger angesichts der drohenden Herbststürme nach Orkney zurück, wo Håkon VI. im Dezember starb. Daraufhin bereitete Alexander III. selbst einen Feldzug gegen Man vor und sammelte eine Flotte. Magnus war nach Man zurückgekehrt und erkannte, dass er sich ohne Unterstützung durch den norwegischen König nicht behaupten konnte. Er kam dem schottischen König entgegen und unterwarf sich ihm in Dumfries. Unter der Oberhoheit des schottischen Königs durfte er König von Man bleiben. Im Kriegsfall sollte er den schottischen König mit zehn Langbooten unterstützen. Er starb aber bereits im November 1265 und wurde in der Kirche des Priorats St Mary of Rushen beigesetzt. Ein Cross Slab ohne Inschrift, das sich im Manx Museum in Douglas befindet, soll von seinem Grab stammen.

## Erbe, Ehe und Nachkommen
Nach seinem Tod vergab der schottische König Man an seinen eigenen Sohn Alexander und ließ die Insel durch Vögte verwalten. Im Frieden von Perth trat der neue norwegische König Magnus VI. 1266 Man und die westschottischen Inseln an Schottland ab.
Magnus hatte Mary of Argyll, eine Tochter von Ewen Macdougall geheiratet und durch diese Heirat sein Bündnis mit diesem gefestigt. Nach seinem Tod heiratete seine Witwe zunächst den schottischen Earl of Strathearn. Sein unehelicher Sohn Godfrey wurde 1275 von den Bewohnern von Man zum König ausgerufen, nachdem sie die schottischen Vögte und Soldaten verjagt hatten. Im selben Jahr eroberte aber eine schottische Armee Man zurück. In den 1290er Jahren beanspruchte eine Affrica of Connacht das Erbe von Magnus. Ihr Verwandtschaftsgrad zu Magnus ist unbekannt. Ihr Anspruch blieb letztlich erfolglos. 1305 trat sie ihre Ansprüche an den englischen Baron Simon de Montagu ab, den sie möglicherweise um 1304 geheiratet hatte.